# バイオラ大学
バイオラ大学（英語: Biola University）は、キリスト教福音派の私立大学である。アメリカ合衆国カリフォルニア州ロサンゼルス郡のラミラダに本部キャンパスがある。ほかにも数箇所にキャンパスを持つ。

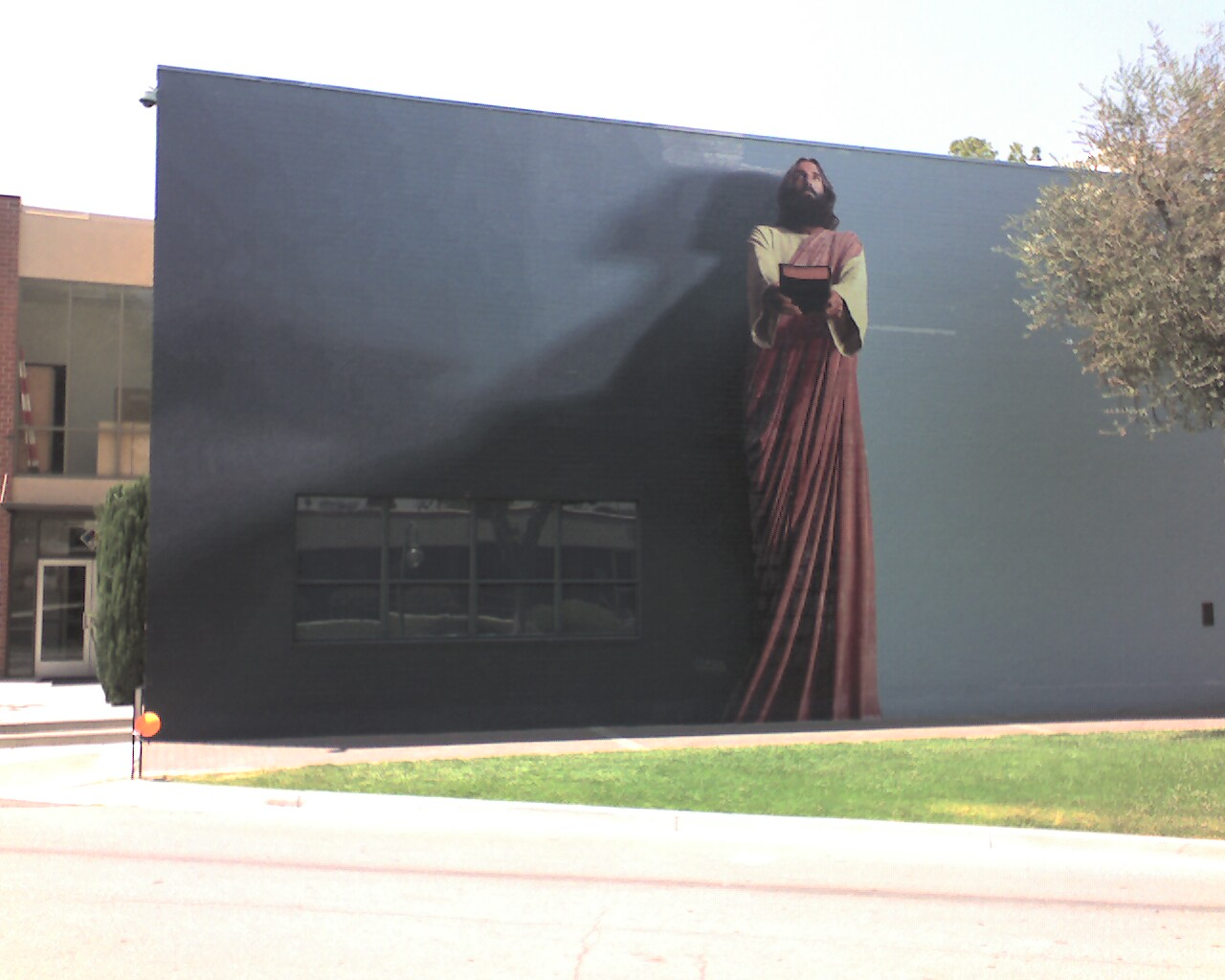
キリストの壁面

## 沿革
- 最初は、ロサンゼルスの繁華街の六番ストリートとホープ・ストリートの角にあった。1959年に、ラ・ミランダの郊外の現在の位置に移転した。
- 1908年2月25日にレイマン・ストゥワートによってムーディ聖書学院を模範とする、ロサンゼルス聖書学院(Bible Institue of Los Angeles)として創立された。カルフォルニア・ユニオン石油会社とクリスチャン作家のT.C.ホートンが共同の所有者だった。
- 1912年にルーベン・トーレーが学部長として招聘され、翌年にキャンパスの建設が始まった[2]。
- 1929年に卒業生であるチャールズ・E・フラーが副理事長として招聘され、新学長・学部長選任を行った[3]。
- 1935年に著名なラジオ伝道者のポール W. ルードがバイオラの三代目の学長になった。彼は、今日も続く、トーレイ記念聖書会議をはじめた。ルードは、大恐慌による経済危機から大学を救った後に1938に退任した。
- 1938年から1952年まで、タルボットがバイオラの学長の二期目になった。プログラムが四年制になり、神学とキリスト教教育と教会音楽ができた。1945年に医療宣教の学校が設立された。1946年に看護学のコースを開設した。また、バイオラ・インステテュート・アワーというラジオ番組を作った。これは、後にバイオラ・アワーになった。
- 1949年にバイオラ・カレッジに名前を変えた。なお、Biola とは Bible Institue of Los Angeles の頭文字である。
- 1981年にバイオラ・ユニバーシティーに名前を変えた。

## 歴代学長
| 代 | 氏名                          | 任期          |
| -- | ----------------------------- | ------------- |
| 1  | ウィリアム・P・ホワイト       | 1929年-1932年 |
| 2  | ルイス・T・タルボット         | 1932年-1935年 |
| 3  | ポール・W・ルード             | 1935年-1938年 |
| 4  | ルイス・T・タルボット         | 1938年-1952年 |
| 5  | サミュエル・H・スーザーランド | 1952年-1970年 |
| 6  | J・リチャード・チェイス       | 1970年-1982年 |
| 7  | クライド・クック              | 1982年-2007年 |
| 8  | バーリー・コーリー            | 2007年-現職   |

## 主な出身者
- 中田羽後（なかだ うご、1896年-1974年、教会音楽家、牧師。ホーリネス教会の指導者中田重治の次男）
- チャールズ・E・フラー（1887年-1968年、牧師、ラジオ伝道者。フラー神学大学の創設者）
- 丸屋真也（まるや しんや、1947年-、牧師、クリスチャンの臨床心理士）
- ハロルド・ネットランド（1955年-、宣教師、米国トリニティ神学校の宣教学部教授）
- 上野五男（うえのいつお、牧師、米国アナハイムにあるぶどうの木国際教会、小説「レフトビハインド」第一巻翻訳者）
- 田頭真一（たがみしんいち、1958年ー、牧師、社会医療法人葦の会オリブ山病院理事長、読谷バプテスト伝道所牧師）
- ロバート・ピアス（1960年、プロバスケットボール指導者）
- ジョン・スーン（1961年-、政治家、アメリカ合衆国上院議員、共和党所属）
- スティーブ・ブリッジス（1963年-2012年, 米国のコメディアン、俳優）
- スコット・デリクソン（1966年-、米国の映画監督、脚本家）
- マット・ギャリソン（1973年-、米国のプロバスケットボール選手）
- ジュディス・ヒル（1984年、米国の歌手）
- 錦織寛 日本ホーリネス教団 東京中央教会 牧師
- 山口光 1971年-、日本同盟基督教団　シオンが丘キリスト教会　牧師
- 古田大展 1977年、活けるキリスト一麦教会牧師
- ザック・キング（1991年-、米国の映像作家）
- 池田モース優美（1983年-、牧会カウンセラー、ソウルケアミニストリー創設者）

## 主な教員
- 山森鉄直